# Камнеломка можжевелолистная
Камнеломка можжевелолистная (лат. Saxifrága juniperifolia) — вид травянистых растений рода Камнеломка (Saxifraga) семейства Камнеломковые (Saxifragaceae). Эндемик Кавказа. Изредка выращивается в качестве декоративного альпийского растения. 

## Описание
Многолетнее травянистое растение, образующее густые дерновины, моховидные подушки или ковёр. Стеблевые побеги полудеревянистые, прямые, черепичато-олиственные. Цветоносные стебли 2—7 см длиной прямые, олиственные, опушённые.
Листья мелкие, тёмно-зелёные, почти шиловидные или игловидные. Листья стеблевых побегов тёмно-зелёные, глянцевые, старые — коричневые, в густых розетках, часто несколько мутовчато-расставленные, жёсткие, колючие, ланцетные или продолговато-линейные, килеватые, сверху с двумя желобками, по краю голые, лишь в нижней части мелко ресничатые, кончающиеся остроконечием, горизонтально-отстоящие или отогнутые, 5—18 мм длиной 1—2 мм с 5—7 ямками. Стеблевые листья ланцетные или продолговато-овальные, к основанию суженные в несколько мясистый черешок, остроконечные, более мелкие. 
Соцветие кистевидное, овальное; цветоножки опушённые, короткие, длиной 2–3 мм, сидят в пазухах жёстких, остроконечных, по краю ресничатых, овально-ланцетных прицветников. Чашечки с килеватыми, продолговато-овальными, по краю ресничатыми долями. Лепестки линейно-лопатчатые или продолговато-лопатчатые, длиной 3–4,5 мм и шириной 1,5 мм, в 2 раза длиннее чашечки, жёсткие, с 1–3-мя жилками; тычинки длиннее лепестков. Столбик длиной 3–4 мм, прямостоящий. 
Цветение из-под снега.  

## Места обитания
На скалах и утесах на высоте 2000–3300 м. В альпийской области на скалах и известняках, в тенистых местах (хазмофит).  
Балканский полуостров до Кавказа. Болгария, Греция, Турция, Кавказ. 

## Выращивание
Легко выращивать. Лучшее место посадки — полутенистая лунка на «каменистой горке».  